# ياماناشي (محافظة)
محافظة ياماناشي (باليابانية:  山梨県, ياماناشي-كين) هي إحدى محافظات اليابان تقع في منطقة كانتو في جزيرة هونشو. عاصمتها مدينة كوفو.

## جغرافيا

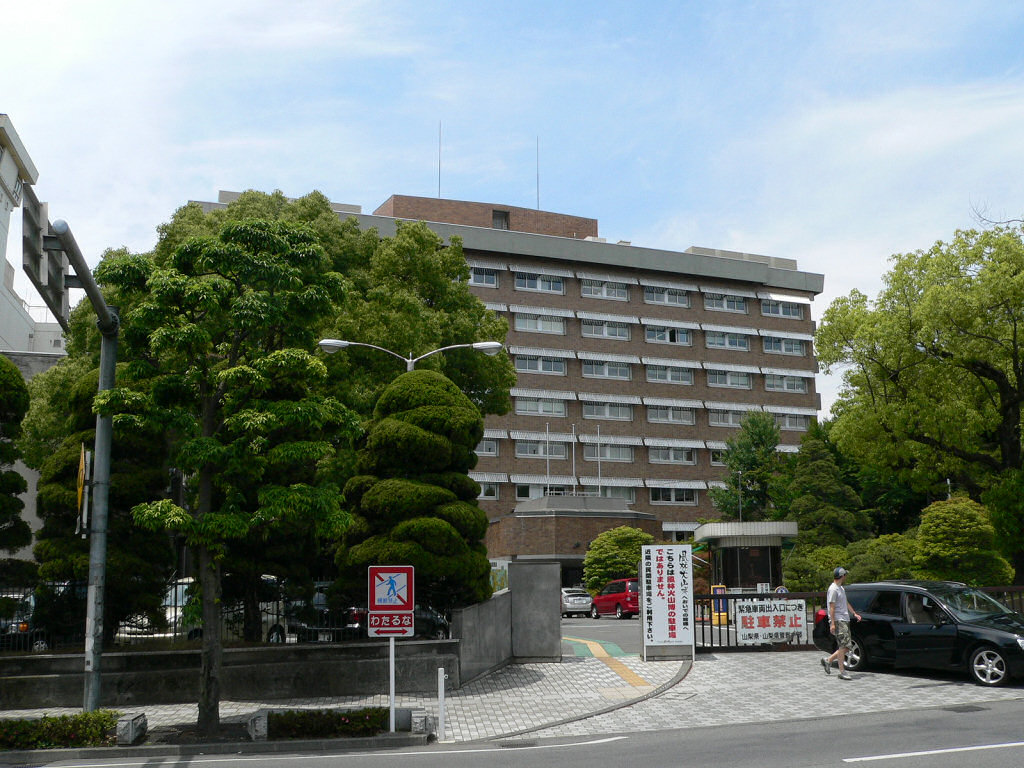
مكتب محافظة ياماناشي.

محافظة ياماناشي محاطة بمحافظات طوكيو، كاناغاوا، سايتاما، شيزوكا، وناغانو. المحافظة في أغلبها عبارة عن أرض سهلية محاطة بجبال. يقع جبل فوجي على الحدود الجنوبية للمحافظة مع محافظة شيزوكا.

## اقتصاد
يعتمد الاقتصاد في محافظة ياماناشي على الصناعة، وخاصة صناعة المجوهرات الروبوتات. كما تضم العديد من المزارع لإنتاج الفواكه. كما أن حوالي 40% من المياه المعدنية المعبأة في اليابان تنتج في محافظة ياماناشي بشكل خاص من منطقة جبال الألب اليابانية، وجبل فوجي.

## السياحة
تشتهر محافظة ياماناشي بالسياحة خاصة لجبل فوجي والبحيرات المحيطة به، بالإضافة إلى فوجي-كيو هايلاند.

## توأمة
- الولايات المتحدة الأمريكية، آيوا
- البرازيل، ميناس جيرايس
- الصين، سيشوان
- فرنسا، ماكون
- الولايات المتحدة الأمريكية، فيرفيلد، كاليفورنيا
- سوريا، دمشق

## أعلام
- ماسايوكي ناكاغومي
- كنجي ياماموتو
- ماساشي ميازاوا
- كاتسويا إيشيهارا
- ماساكازو سوزوكي

## وصلات خارجية
- الموقع الرسمي لمحافظة ياماناشي